# Гелескул, Анатолий Михайлович
Анато́лий Миха́йлович Гелеску́л (21 июля 1934, Днепропетровск — 25 ноября 2011, Москва) — русский поэт-переводчик, эссеист.

## Биография
Отец — Михаил Никитич Гелескул (1907—1982) — уроженец села Калниболото Надлакской волости Елисаветградского уезда Херсонской губернии, некоторое время проживал и работал в селе Новокашпирском (местное название — Кашпир-Рудник; с 1997 года входит в состав Сызрани) Самарской области, затем в Москве. Горный инженер, доктор технических наук, профессор Московского горного института, автор нескольких справочников по горной выработке полезных ископаемых. В 1937 году арестован органами НКВД, уголовное дело прекращено за недоказанностью обвинения.
Мать — Галина Григорьевна Дзюбенко, врач-фтизиатр.
Анатолий Михайлович учился в Московском геологоразведочном институте им. С. Орджоникидзе, был отчислен с 3 курса геофизического факультета по состоянию здоровья, окончил Московской институт нефтехимической и газовой промышленности, до 1968 года работал в геологоразведочных партиях на Кавказе. Печатался с 1957 года. Был женат на филологе-испанисте Н. Р. Малиновской, дочери маршала Малиновского.
В конце жизни практически ослеп, но продолжал работать благодаря помощи жены.
Скончался 25 ноября 2011 года после долгой и тяжелой болезни. Похоронен на Введенском кладбище (7 уч.).

## Творчество
Наиболее известные работы: с испанского — народные песни, Хорхе Манрике, Гарсиласо де ла Вега, Сан-Хуан де ла Крус, Кеведо, Росалия де Кастро, Мачадо, Хименес, Леон Фелипе, Лорка, Вальехо, Уидобро, Эрнандес, Пас, Пабло Неруда, Элисео Диего, Синтио Витьер; с французского — Теофиль Готье, Нерваль, Бодлер, Верлен, Аполлинер; с португальского — Пессоа; с немецкого — Рильке; с польского — Мицкевич, Норвид, Лесьмян, Ивашкевич, Галчинский, Стафф, Лехонь, Бачинский, Боровский и др. поэты поколения Колумбов, Т.Новак, Харасымович, Шимборская, Милош, Твардовский, с чешского — Витезслав Незвал. Переводил также драмы (Лорка) и прозу (Ортега-и-Гассет, Хименес). Публиковал статьи о зарубежной словесности и о русской поэзии (Мария Петровых, Давид Самойлов, Анатолий Якобсон, Наталия Ванханен).

## Признание
- Стихи Леона Фелипе в переводах Гелескула (опубл. 1964) чрезвычайно высоко оценила Анна Ахматова ().
- Лауреат премий «Инолиттл» (1996), «ИЛлюминатор» (2001), первый лауреат премии «Мастер» (2006).

## Издания
- Тёмные птицы: Зарубежная лирика в переводах Анатолия Гелескула. — М.; Вильнюс: Весть; ВИМО, 1993. — 223 с.
- Поэзия трубадуров: Антология галисийской литературы / Сост. Е. Голубевой, Е. Зерновой; предисл.: Шесус Алонсо Монтеро; подгот. текстов и послесл. Е. Голубевой. — СПб.: Центр галисийских исследований СПбГУ при содействии изд. «Алетейя», 1995. — 237 с. — 2000 экз. — ISBN 5-85233-003-14 (ошибоч.).
- Избранные переводы / [Сост. Н. Малиновской]. — М.: ТЕРРА — Кн. клуб, 2006. — 447 с.
- Хименес Х. Р. Испанцы трёх миров: Избранная проза, стихотворения / Пер. с исп. А. Гелескула. — СПб.: Изд-во Ивана Лимбаха, 2008. — 615 с.
- «Среди печальных бурь…»: Из польской поэзии XIX—XX веков / Сост. Н. Малиновской. — СПб.: Изд-во Ивана Лимбаха, 2010. — 607 с.
- Огни в океане: Переводы с испанского и португальского / [Сост. Н. Р. Малиновской]. — М.: Рудомино, 2011. — 511 с.
- Гарсиа Лорка Ф. Стихотворения / Пер. с исп. А. Гелескула; сост., предсл. и коммент. Н. Малиновской. — М.: Текст, 2017. — 221 с. — (Билингва).